# SC Austria Lustenau
Der SC Austria Lustenau ist ein österreichischer Fußballverein aus Lustenau in Vorarlberg. Er spielt ab der Saison 2024/25 in der 2. Liga, der zweithöchsten Spielklasse. Die ehemalige Eishockeysektion des Vereins spaltete sich 1970 als EHC Lustenau vom Stammverein ab und spielt derzeit (2017) in der Alps Hockey League.

## Geschichte

### FA Turnerbund Lustenau (1914–1936)
Der Verein wurde 1914 als Fußballabteilung des Turnerbundes Lustenau gegründet und nannte sich dementsprechend FA Turnerbund Lustenau. Die Gründung kam auf Antrag des späteren Ehrenpräsidenten Albert Keckeis auf der Hauptversammlung im Juni 1914 im Gasthof „Freihof“ zustande. Erster Vorstand war Oskar Hämmerle, die Gründungsmannschaft setzte sich aus den Spielern Friedrich Fetz, Alois Nagel, Robert Vogel, Albert Keckeis, Hermann Riedmann, Oskar Hämmerle (Biklis), Anton Ziganek, Oskar Hämmerle (Schlossers), Johann Vogel, Gebhard Bösch, Max Hämmerle und Gebhard Sperger zusammen. Gespielt wurde in den Anfangsjahren auf dem sogenannten Löwenplatz im Rheinvorland bei der Oberfahrbrücke. Da es noch keinen Fußballverband in Vorarlberg gab, konnten damals nur Freundschaftsspiele ausgetragen werden. Während des Ersten Weltkriegs musste der Spielbetrieb für vier Jahre eingestellt werden. 1919 wurde der auf einer Hauptversammlung die Reaktivierung des Vereins beschlossen.

Am 4. Juni 1920 wurde der Vorarlberger Fußballverband ins Leben gerufen, so dass nun ein geordneter Meisterschaftsbetrieb aufgenommen werden konnte. 1921 übersiedelte die FA Turnerbund Lustenau auf den neuen, Blumenauplatz genannten Sportplatz. 1930 erfolgte mit dem Titelgewinn als Westmeister der erste größere Erfolg. Mit der Teilnahme an den Spielen des Kreises Bodensee-Vorarlberg konnten die Lustenauer sich auch mit deutschen und Schweizer Vereinen aus der Nachbarschaft messen.

### Die ersten Erfolge
Als Landesmeister Vorarlbergs war die FA Turnerbund Lustenau im Spieljahr 1929/30 für die Amateurstaatsmeisterschaft startberechtigt. Die Lustenauer trafen in der ersten Runde auf den SK Austria Klagenfurt, den sie auswärts knapp mit 1:0 besiegten, nachdem sie das Heimspiel mit 1:2 verloren hatten. Dies machte ein Entscheidungsspiel nötig, das die Fußballer des Turnerbundes zu Hause mit 4:2 gewannen. In der zweiten Runde traf man auf den Innsbrucker AC. In Tirol erreichten die Lustenauer nur ein 2:2, doch beim Rückspiel in Lustenau wurde der IAC mit 4:1 abgefertigt. Damit stand Lustenau im Finale und konnte vom ersten Titelgewinn in der Vereinsgeschichte träumen. Der Finalgegner, der Kremser SC, erwies sich in Lustenau jedoch als übermächtig und fertigte die Lustenauer mit 7:2 ab. Nach einer sensationellen Steigerung gewann die FA Turnerbund in Krems mit 3:1, verpasste aber den Meistertitel mit einem Gesamtscore von 5:8. Im Endspiel um den Vorarlberger Landespokal verloren die „Turner“ sowohl 1933 gegen den FC Dornbirn 1913 mit 1:5 als auch 1935 gegen den Ortskonkurrenten FC Lustenau 07 mit 2:4.

### Umwandlung in einen eigenständigen Sportclub 1936
Nachdem bereits nach dem Ersten Weltkrieg die Trennung der Fußballabteilung vom Turnerverband angestrebt worden war, wurde dies 1936 Wirklichkeit. Die Fußballabteilung löste sich vom Stammverein ab und wandelte sich als SC Austria Lustenau in einen eigenständigen Sportclub mit mehreren Sektionen.

Die Vereinsfarben wurden mit Grün und Weiß bestimmt. 1936 feierte die Austria mit einem 6:2-Erfolg gegen die Garnisons-SpVgg Bregenz den ersten Gewinn des Vorarlberger Landespokals. Nach dem „Anschluss Österreichs“ an das Deutsche Reich verfiel der SC Austria Lustenau der behördlichen Auflösung. Nach Kriegsende wurde der Verein mit einem Spiel gegen eine französische Besatzungsauswahl wieder reaktiviert. Die Austria spielte in der Vorarlberger Landesliga, der Arlbergliga, und später in der Regionalliga West.

In den Jahren 1949 und 1951 gegen den FC Dornbirn 1913 (3:0) bzw. den FC Blau-Weiß Feldkirch (3:2) waren die Lustenauer zum zweiten und dritten Mal im Vorarlberger Pokalbewerb erfolgreich. Nachdem das Finale von 1952 gegen den FC Dornbirn 1913 verloren gegangen war (0:2), holte sich die Austria den bislang letzten Pokalgewinn 1958 mit einem 1:0-Erfolg über die Dornbirner. Das letzte Finalspiel 1959 ging mit 4:1 wieder an den FC Dornbirn 1913. Austria Lustenau feierte in insgesamt acht Endspielen viermal den Gewinn des Landespokals. Im August 1965 gründete der SC Austria Lustenau mit dem FC Dornbirn 1913 die Spielgemeinschaft SVg Lustenau/Dornbirn. Diese hielt nur eine Saison und spielte 1965/66 in der Regionalliga.

### Aufstieg und Profifußball seit 1994
In der Saison 1993/94 feierte Austria Lustenau mit dem Meistertitel der Regionalliga West und dem damit verbundenen Aufstieg in die 2. Division der Bundesliga den bis dahin größten Erfolg der Vereinsgeschichte. Die Mannschaft aus Vorarlberg konnte sich auf Anhieb in der zweiten Liga behaupten und holte in der Saison 1996/97 den Meistertitel.

Damit war Austria Lustenau, als vierter Verein aus Vorarlberg, erstmals in der Vereinsgeschichte erstklassig. Austria Lustenau beendete die erste wie auch die zweite Saison in der damaligen Bundesliga an vorletzten Stelle. In der Saison 1999/2000 stieg die Austria mit nur 19 Punkten aus 36 Spielen wieder aus der Bundesliga ab.
Aufgrund einer neuen Ausländerregelung in der Ersten Liga (2. Leistungsstufe) musste dann die Mannschaft komplett umgebaut werden und belegte 2000/01 nur den fünften Rang. In der Saison 2001/02 verpasste der SC Austria Lustenau durch eine 1:2-Niederlage im letzten Saisonspiel gegen den SC Untersiebenbrunn den Aufstieg in die Bundesliga nur um zwei Punkte und belegte hinter dem ASKÖ Pasching den zweiten Rang.
Auch in den folgenden Spielzeiten konnte sich die Austria im vorderen Tabellendrittel behaupten, wobei sie unter Trainer Andreas Heraf mit einer Serie von 42 Heimspielen ohne Niederlage einen Rekord in der Ersten Liga aufstellte.
Im Frühjahr 2009 übernahm Edmund Stöhr in seiner dritten Ära die Mannschaft auf dem 12. Tabellenplatz. In den letzten zehn Saisonspielen und einer Serie von sieben Siegen und drei Unentschieden steigerte sich die Austria auf den vierten Schlussrang. In der Saison 2009/10 belegte der SC Austria Lustenau den fünften, das Jahr darauf den dritten und in der Saison 2011/12 den vierten Endrang in der Ersten Liga.

### ÖFB-Cup 2010/2011 – als erster Club aus Vorarlberg im Finale
Nach einem 4:0-Auswärtssieg beim FK Austria Wien im Viertelfinale und einem 2:1-Auswärtssieg beim Bundesligisten Kapfenberger SV gelang dem SC Austria Lustenau unter Trainer Edmund Stöhr der Einzug ins ÖFB-Cup-Finale 2010/2011. Austria Lustenau erreichte damit als erster Verein aus Vorarlberg das Cup-Finale. Das Endspiel gegen die SV Ried ging dann mit 0:2 verloren.

### ÖFB-Cup 2019/2020 – 2. Cup-Finale der Clubgeschichte
Gleich im ersten Jahr unter dem neuen „5er-Vorstand“ Bernd Bösch, Josef Bayer, Valentin Drexel, Stephan Muxel und Christoph Wirnsperger gelang der Austria die 2. Finalteilnahme der Clubgeschichte. Das Finale gegen den FC Red Bull Salzburg konnte aufgrund der COVID-19-Pandemie nicht wie geplant stattfinden und wurde am 29. Mai 2020 ausgespielt. Der Favorit aus der Mozartstadt konnte sich dabei deutlich mit 5:0 durchsetzen.

### Aufstieg nach 22 Jahren 2. Liga
In der vorletzten Runde der Saison 2021/22 fixierte der Verein durch einen 2:1-Auswärtssieg gegen den SV Horn nach 22 Jahren in der Zweiten Liga den Wiederaufstieg in die Bundesliga.
Am 11. November 2023 spielte die Austria ihr letztes Heimspiel im alten Reichshofstadion gegen den Wolfsberger AC. Das Spiel ging mit 2:3 verloren. Am 9. Dezember folgte das erste Heimspiel im ImmoAgentur Stadion Bregenz, welches zuvor bundesligatauglich gemacht wurde. Gegen den LASK verloren die Lustenauer 1:3. Am Ende der Saison 2023/24 stieg Lustenau als Schlusslicht wieder aus dem Oberhaus ab.

## Fans

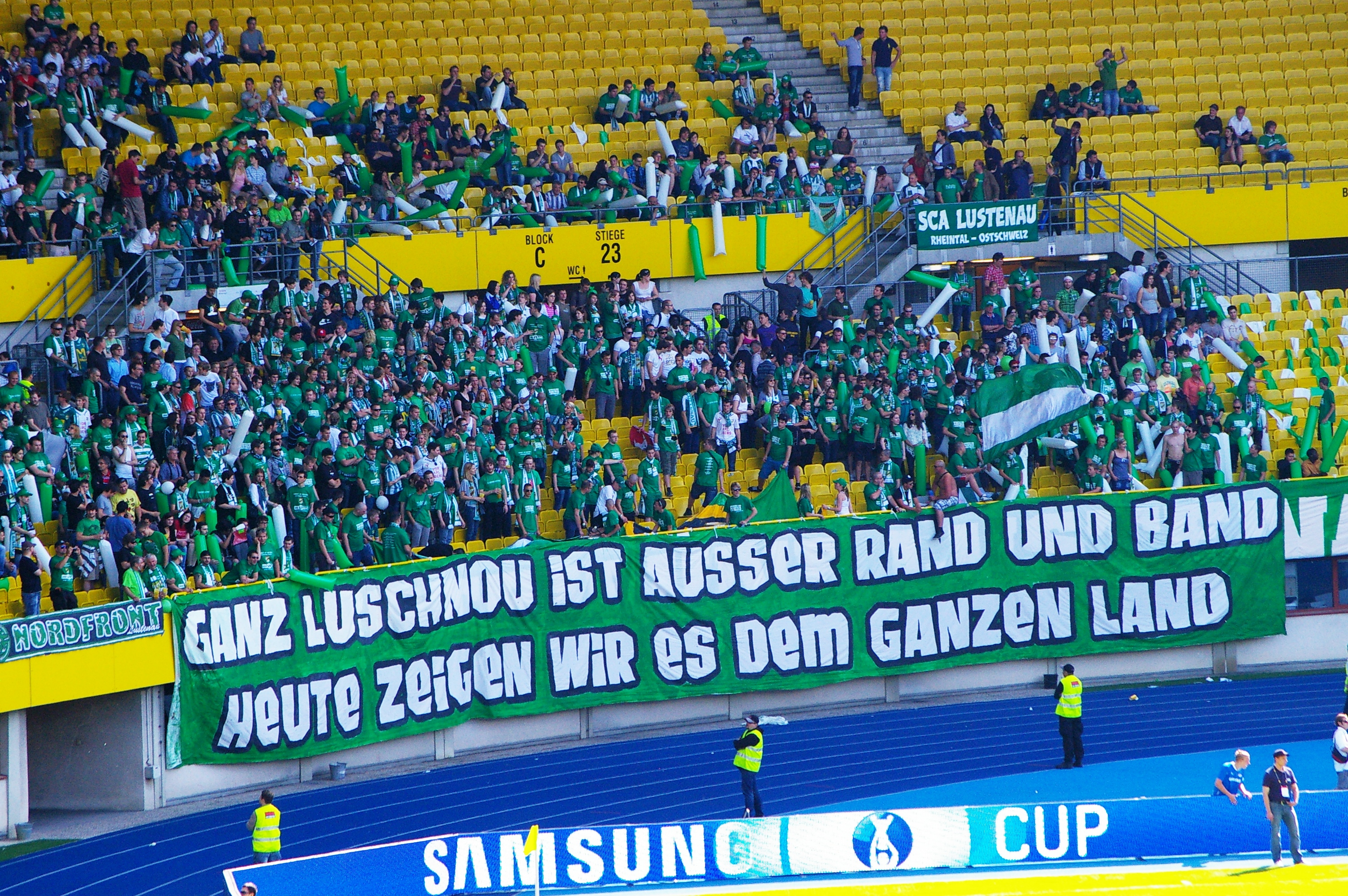
Fans von Austria Lustenau beim Cupfinale 2011

Mit dem Aufstieg in den Profifußball entstand eine neue, sehr aktive Fanszene in Lustenau.
1997 wurde der erste offizielle Fanclub „Wir Vorarlberger“ gegründet. Im Jahr 1998 kam die Fangruppe „Commando Fanatics 98“ dazu. 2002 entstand die Gruppe „BEST of WEST“, die sich 2005 in „Grün Weisse Garde 05“ umbenannte. 2004 entstand eine weitere Fangruppe mit dem Namen „Green Nation Lustenau 04“. Seit der Saison 2006/07 sind die drei jüngeren Fanclubs – „Fanatics“, „Grün Weiße Garde“ und „Green Nation“ – unter dem Namen „Union Nord 06“ vereint.

Die Austria-Fanclubs „Wir Vorarlberger“, „Union Nord 06“, „Anti-Heros“ und „Lustenau Devils 06“ sowie „Nordfront“ unterstützten ihren Verein bereits mit zahlreichen Aktionen, Fanstammtischen, Fanfahrten, Pyrotechnik und Choreographien.

## Stadion

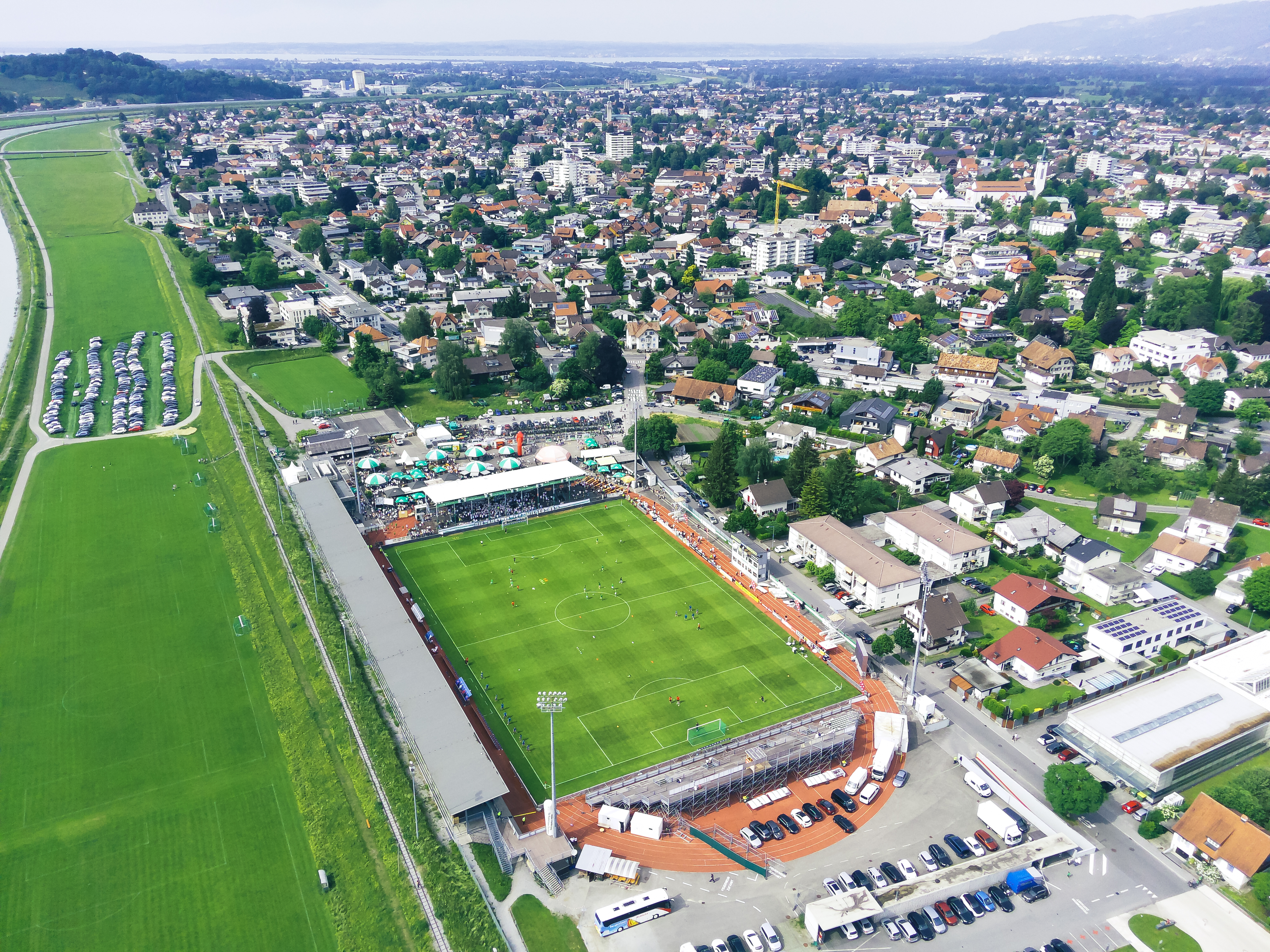
Die Heimstätte des SC Austria Lustenau: Das Reichshofstadion.

Die Heimstätte der Austria Lustenau, das Reichshofstadion, wurde 1951 offiziell eröffnet und 1952/53 mit der ersten Sitzplatztribüne erweitert. Nach dem Aufstieg in die 1. Bundesliga 1997 wurde das Reichshofstadion saniert und erweitert, im Jahr 2000 kam eine Rasenheizung hinzu.
Das Stadion bietet 4592 Zuschauern Platz, wobei 2300 überdachte Stehplätze und 2200 Sitzplätze zur Verfügung stehen. Auf dem Stadiongelände befindet sich auch das „Austria-Dorf“, das den Marketingpreis der österreichischen Fußball-Bundesliga erhielt. 2023 wurde das alte Stadion abgerissen und durch einen Neubau, der im Juli 2025 eingeweiht werden konnte, ersetzt.

## Besonderes

### Verlosung des Hauptsponsors
Da nach der Saison 2008/2009 der damalige Hauptsponsor (ein Internet-Wettanbieter) sein Engagement beim SC Austria Lustenau einstellte, musste sich der Verein nach neuen Geldgebern umsehen, was sich insbesondere aufgrund der Wirtschaftskrise schwierig gestaltete. Daher entschloss sich der Verein, neue Wege zu gehen. Am 12. Juni 2009 wurde bekannt gegeben, dass insgesamt 555 Werbegutscheine zu je 1000 Euro aufgelegt werden. Aus diesen Gutscheinen, die dem Käufer ein beliebiges Sponsoring im Gegenwert von 1000 Euro garantieren, wird ein Gewinner gezogen, der während der Saison als offizieller Hauptsponsor des SC Austria Lustenau geführt wird. Damit verbunden ist die Platzierung seines Logos auf dem Trikot, auf der Interviewwand und auf Werbeflächen im Stadion. Diese Aktion wurde 2010 und 2011 wiederholt. Bei der Ermittlung des Hauptsponsors gingen bisher als Gewinner hervor: Tischler Rohstoff (Hohenems) und Holzbau Stephan Muxel (Au).
Die Aktion fand im gesamten deutschen Sprachraum Beachtung in den Medien. Neben den österreichischen Print- und Onlinemedien sowie dem ORF berichteten unter anderem deutsche Webportale wie Spiegel Online und Bild.de über die Verlosung.
Hauptsponsor der Austria war bis Jänner 2018 die Mohrenbrauerei August Huber in Dornbirn.
Seit Februar 2018 ist Planet Pure, eine von Silvio Perpmer gegründete Hörbranzer Firma, die sich der Entwicklung und Produktion von ökologischen Wasch- und Reinigungsmitteln verschrieben hat, der Hauptsponsor.

## Kampfmannschaft

### Trainerteam
Stand: 2. Juli 2025
| Funktion       | Name             | Geburtsdatum | Nationalität | beim Verein seit | letzter Verein       |
| -------------- | ---------------- | ------------ | ------------ | ---------------- | -------------------- |
| Trainer        | Markus Mader     | 19.05.1968   | Osterreich   | 12/2024          | Schwarz-Weiß Bregenz |
| Co-Trainer     | Martin Schneider | 23.04.1970   | Osterreich   | 12/2024          | Schwarz-Weiß Bregenz |
| Co-Trainer     | Seifedin Chabbi  | 04.07.1993   | Osterreich   | 07/2025          | Spieler              |
| Torwarttrainer | David Stemmer    | 30.09.1997   | Osterreich   | 07/2024          | LASK Ladies          |

### Aktueller Kader
Stand: 31. Juli 2025
| Rücken- nummer | Name                 | Geburtsdatum | Nationalität   | beim Verein seit | letzter Verein                       |
| Torhüter       | Torhüter             | Torhüter     | Torhüter       | Torhüter         | Torhüter                             |
| -------------- | -------------------- | ------------ | -------------- | ---------------- | ------------------------------------ |
| 27             | Domenik Schierl      | 20.07.1994   | Osterreich     | 07/2019          | SC Wiener Neustadt                   |
| 30             | Phillip Böhm         | 12.02.2002   | Deutschland    | 07/2025          | Dynamo Dresden                       |
| 33             | Frederic Flatz       | 25.08.2006   | Osterreich     | 07/2024          | AKA Vorarlberg                       |
| 44             | Hugo Bauer           | 12.09.2004   | Deutschland    | 07/2025          | SC Austria Lustenau II               |
| Abwehr         |                      |              |                |                  |                                      |
| 03             | William Rodrigues    | 09.09.1993   | Brasilien      | 08/2024          | FC Dornbirn 1913                     |
| 07             | Fabian Gmeiner       | 27.01.1997   | Osterreich     | 08/2020          | Sportfreunde Lotte                   |
| 18             | Robin Voisine        | 07.04.2002   | Frankreich     | 07/2024          | FC Nantes B                          |
| 21             | Axel Rouquette       | 01.01.2003   | Frankreich     | 07/2024          | FC St. Gallen U-21                   |
| 25             | Nathan Falconnier    | 26.06.2003   | Frankreich     | 07/2024          | FC Annecy                            |
| 26             | Lukas Ibertsberger   | 06.08.2003   | Osterreich     | 07/2025          | FC Blau-Weiß Linz                    |
| 31             | Matthias Maak        | 12.05.1992   | Osterreich     | 08/2020          | SCR Altach                           |
| Mittelfeld     |                      |              |                |                  |                                      |
| 06             | Mame Wade            | 10.10.2002   | Senegal        | 07/2025          | FC Wacker Innsbruck                  |
| 08             | Nico Gorzel          | 29.07.1998   | Deutschland    | 01/2024          | vereinslos (zuvor FC Erzgebirge Aue) |
| 19             | Sacha Delaye         | 23.04.2002   | Frankreich     | 07/2024          | HSC Montpellier                      |
| 23             | Pius Grabher         | 11.08.1993   | Osterreich     | 07/2019          | SV Ried                              |
| 61             | Haris Ismailcebioglu | 19.09.2003   | Osterreich     | 07/2025          | SV Horn                              |
| Angriff        |                      |              |                |                  |                                      |
| 09             | Lenn Jastremski      | 24.01.2001   | Deutschland    | 07/2025          | SpVgg Unterhaching                   |
| 10             | Ibrahim Ouattara     | 26.06.2004   | Elfenbeinküste | 08/2024          | Clermont Foot (Leihe)                |
| 11             | Melih Akbulut        | 10.04.2006   | Osterreich     | 07/2024          | AKA Vorarlberg                       |
| 12             | Mario Vucenovic      | 06.10.1999   | Osterreich     | 07/2025          | Schwarz-Weiß Bregenz                 |
| 17             | Daniel Au Yeong      | 10.02.2003   | Osterreich     | 07/2024          | SV Stripfing                         |
| 20             | Enes Koç             | 22.05.2005   | Turkei         | 07/2023          | SC Austria Lustenau II               |
| 24             | Seydou Diarra        | 01.09.2004   | Mali           | 07/2024          | FC Gueugnon                          |
| 99             | Jack Lahne           | 24.10.2001   | Schweden       | 01/2025          | Egersunds IK                         |

### Transfers
Stand: 31. Juli 2025
| Zugänge: | Abgänge: |
| Sommer 2025 | Sommer 2025 |
| --- | --- |
| - Phillip Böhm (Dynamo Dresden) - Lukas Ibertsberger (FC Blau-Weiß Linz) - Haris Ismailcebioglu (SV Horn) - Lenn Jastremski (SpVgg Unterhaching) - Mario Vucenovic (Schwarz-Weiß Bregenz) - Mame Wade (FC Wacker Innsbruck) | - Tobias Berger (FC Wacker Innsbruck) - Namory Cisse (FK Dukla Prag) - Rafael Devisate (SC Brühl St. Gallen) - Leo Mätzler (SSV Jahn Regensburg) - Leo Mikić (HŠK Zrinjski Mostar) - Simon Nesler-Täubl (SV Austria Salzburg, Leihe) - Junior Eyamba (vereinslos) - Leo Schachner (vereinslos) - Seifedin Chabbi (Karriereende) - Abdellah Baallal (Clermont Foot, Leih-Ende) - Stan Berkani (Clermont Foot, Leih-Ende) |

## Bekannte Spieler
- Dietmar Berchtold
- Günter Friesenbichler
- Theo Grüner †
- Andreas Lipa
- Danijel Micic
- Ramazan Özcan
- Manfred Pamminger
- Jürgen Patocka
- Oliver Schnellrieder
- Dario Tadić
- Christian Stumpf
- Thomas Weissenberger
- Muhammed Cham
- Sascha Boller
- Daniel Ernemann
- Wal Fall
- Abu-Bakarr Kargbo
- Roger Prinzen
- Thomas Ritter
- Thomas Ziemer
- Samuel Koejoe
- Erik Regtop
- Helgi Kolviðsson
- Danilo Soares
- Marcelo Pereira Moreira (Pavão)
- Alex Pastoor
- Tamás Tiefenbach
- Haris Tabaković

## Frühere Trainer
- Peter Assion (1992–1994)
- Edmund Stöhr (1994–1999)
- Klaus Scheer (1999–2000)
- Goran Stanisavljević (2000)
- Wolfgang Schwarz (2000–2001)
- Edmund Stöhr -2- (2001–2003)
- Andreas Heraf (2003–2005)
- Heinz Fuchsbichler (2005–2007)
- Hans Kleer (2007–2009)
- Edmund Stöhr -3- (2009–2011)
- Helgi Kolviðsson (2011–2014)
- Mladen Posavec (2014–2015)
- Lassaad Chabbi (2015–2017)
- Daniel Ernemann (2017)
- Andreas Lipa (2017)
- Daniel Ernemann -2- (2017)
- Michael Kopf (2017–2018)
- Gernot Plassnegger (2017–2019)
- Tamás Tiefenbach (2019)
- Roman Mählich (2019–2020)
- Tamás Tiefenbach (2020)
- Alexander Kiene (2020–2021)
- Michael Kopf & Alexander Schneider (2021)
- Markus Mader (2021–2023)
- Alexander Schneider (2023)
- Andreas Heraf (2024)
- Martin Joseph Brenner (2024)

## Titel und Erfolge
- Vize-Amateurstaatsmeister: 1930 (FA Turnerbund)
- Fußball-Bundesliga (Österreich): 3 Saisonen von 1997/98 bis 1999/2000, ab 2022/2023
- Erste Liga: 1995 bis 1997 (2. Division), ab 2000 bis zur Saison 2021/2022
- Meister der 2. Division/2. Liga: 1997, 2022
- Meister der Regionalliga West: 1994
- Meister von Tirol und Vorarlberg: 1977
- 9 × Vorarlberger Landesmeister: 1930 (FA Turnerbund), 1937, 1946, 1949, 1965, 1977, 1978, 1980 (Austria) sowie 2005 (Austria-Amateure)
- 8 × Vorarlberger Landescupsieger: 1936, 1949, 1951, 1958, 1978, 1980, 1983 (Austria) sowie 1999 (Austria-Amateure)
- 7 × Vorarlberger Landescupfinalist: 1933, 1935 (FA Turnerbund), 1952, 1959, 1979, 1982 (Austria) sowie 2008 (Austria-Amateure)
- ÖFB-Cup-Finalist: 2011, 2020

## Zweite Mannschaft
Die zweite Mannschaft von Austria Lustenau spielt seit der Saison 2019/20 in der Eliteliga Vorarlberg.

## Frauenfußball
Die SC Austria Lustenau spielte in der Saison 2002/03 in der Regionalliga West und stieg nach der Saison in die Landesliga ab. Erst wieder 2010 qualifizierte sich ein Lustenauer Verein, diesmal der FC Lustenau für die 2. Liga Mitte/West. Für Die Saison 2012/13 beschlossen die Vereine FC Lustenau und SC Austria Lustenau eine Spielgemeinschaft, die nur die Frauenmannschaft betraf, zu gründen. Mit der nächsten Saison schloss sich der FC Höchst der Gemeinschaft an.
Doch schon 2015 endete die Spielgemeinschaft der drei Vereine und stieg in die Landesliga ab. Die Spielgemeinschaft wurde von SC Austria Lustenau und FC Höchst in der Saison 2016/17 weitergeführt. Nach dieser Saison wurde die Spielgemeinschaft und die Frauensektion bei beiden Vereinen aufgelöst und die Spielerinnen wechselten zu Sportclub Hohenweiler 72, FC Alberschwende, SC Schwarz-Weiß Bregenz, FC Kennelbach, FC Schlins oder FC Dornbirn 1913.